# 布達佩斯兒童鐵路

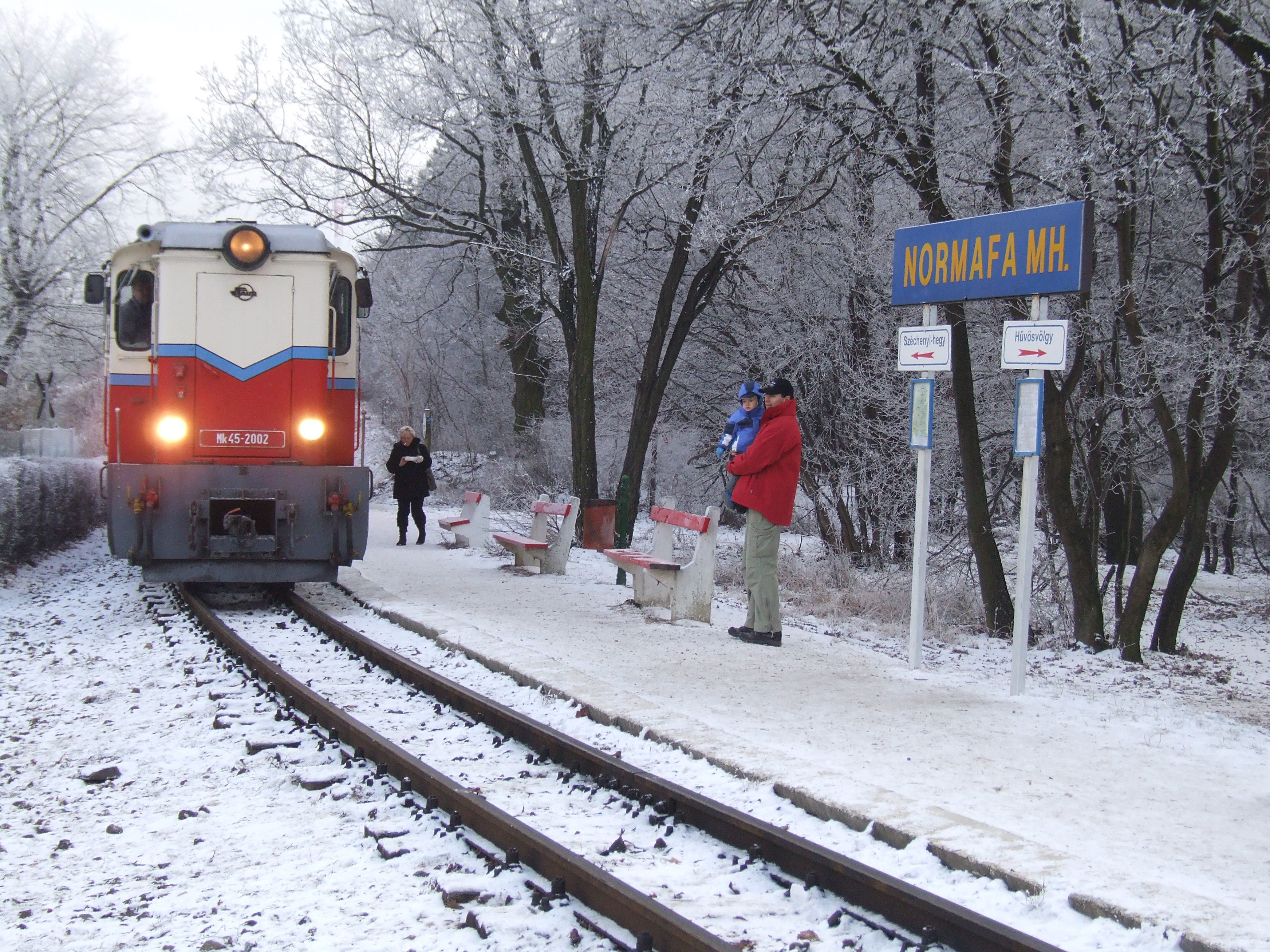

布達佩斯兒童鐵路（匈牙利語：Gyermekvasút）是位於匈牙利首都布達佩斯的一個窄軌鐵路。布達佩斯兒童鐵路是一條單線鐵路，全長11.2km，並未電氣化，列車平均時速20km/h。1947年，匈牙利政府決定修建一條由兒童運營管理的鐵路。這條鐵路在1948年4月11日開工，為了節約費用動員了志工和學生施工。1948年7月31日，兒童鐵路通車。1949年6月24日，又延伸了3.7公里。1951年全線通車。除了司機之外，兒童鐵路的所有業務由10至14歲的兒童擔任，但有成人監督。布達佩斯兒童鐵路是世界最大的兒童鐵路。

## 外部連結
- 官方网站